# Клюкино (Тверская область)
Клюкино — деревня в составе Кашинского городского округа Тверской области. 

## География
Деревня находится в 57 км на запад от города Кашин, в 0,5 км на север от деревни находится погост Тереботунь.

## История
В 1834 году на погосте Тереботунь близ деревни была построена каменная Успенская церковь с 3 престолами.
В конце XIX — начале XX века деревня Клюкино и погост Тереботунь входили в состав Ивановской волости Бежецкого уезда Тверской губернии. 
С 1929 года деревня входила в состав Славковского сельсовета Кашинского района Бежецкого округа Московской области, с 1935 года — в составе Калининской области, с 2005 года — в составе Славковского сельского поселения, с 2018 года — в составе Кашинского городского округа.

## Население
| 1859 | 2008 | 2010 |
| ---- | ---- | ---- |
| 355  | ↘2   | ↘0   |

## Достопримечательности
На погосте Тереботунь близ деревни расположена недействующая Церковь Успения Пресвятой Богородицы (1834).